# Fagus chienii
Fagus chienii är en bokväxtart som beskrevs av Wan Chun Cheng. Fagus chienii ingår i släktet bokar, och familjen bokväxter. Inga underarter finns listade.